# Úrvalsdeild Karla 1939
La Úrvalsdeild Karla 1939 fue la 28.ª edición del campeonato de fútbol islandés. El campeón fue el Fram Reykjavík, que ganó su decimoprimer título.

## Tabla de posiciones
|   | Equipo   | PJ | PG | PE | PP | GF | GC | DG | Pts |
| - | -------- | -- | -- | -- | -- | -- | -- | -- | --- |
| 1 | Fram     | 3  | 2  | 0  | 1  | 5  | 6  | -1 | 4   |
| 2 | KR       | 3  | 1  | 1  | 1  | 7  | 5  | +2 | 3   |
| 3 | Valur    | 3  | 1  | 1  | 1  | 3  | 3  | +0 | 3   |
| 4 | Víkingur | 3  | 0  | 2  | 1  | 3  | 4  | -1 | 2   |